# SMAD7
SMAD7 (англ. SMAD family member 7) – білок, який кодується однойменним геном, розташованим у людей на короткому плечі 18-ї хромосоми. Довжина поліпептидного ланцюга білка становить 426 амінокислот, а молекулярна маса — 46 426.
| 10         |  | 20         |  | 30         |  | 40         |  | 50         |
| ---------- |  | ---------- |  | ---------- |  | ---------- |  | ---------- |
| MFRTKRSALV |  | RRLWRSRAPG |  | GEDEEEGAGG |  | GGGGGELRGE |  | GATDSRAHGA |
| GGGGPGRAGC |  | CLGKAVRGAK |  | GHHHPHPPAA |  | GAGAAGGAEA |  | DLKALTHSVL |
| KKLKERQLEL |  | LLQAVESRGG |  | TRTACLLLPG |  | RLDCRLGPGA |  | PAGAQPAQPP |
| SSYSLPLLLC |  | KVFRWPDLRH |  | SSEVKRLCCC |  | ESYGKINPEL |  | VCCNPHHLSR |
| LCELESPPPP |  | YSRYPMDFLK |  | PTADCPDAVP |  | SSAETGGTNY |  | LAPGGLSDSQ |
| LLLEPGDRSH |  | WCVVAYWEEK |  | TRVGRLYCVQ |  | EPSLDIFYDL |  | PQGNGFCLGQ |
| LNSDNKSQLV |  | QKVRSKIGCG |  | IQLTREVDGV |  | WVYNRSSYPI |  | FIKSATLDNP |
| DSRTLLVHKV |  | FPGFSIKAFD |  | YEKAYSLQRP |  | NDHEFMQQPW |  | TGFTVQISFV |
| KGWGQCYTRQ |  | FISSCPCWLE |  | VIFNSR     |  |            |  |            |

A: Аланін

C: Цистеїн

D: Аспарагінова кислота

E: Глутамінова кислота

F: Фенілаланін

G: Гліцин

H: Гістидин

I: Ізолейцин

K: Лізин

L: Лейцин

M: Метіонін

N: Аспарагін

P: Пролін

Q: Глутамін

R: Аргінін

S: Серин

T: Треонін

V: Валін

W: Триптофан

Кодований геном білок за функцією належить до фосфопротеїнів. 
Задіяний у таких біологічних процесах, як транскрипція, регуляція транскрипції, ацетилювання, альтернативний сплайсинг. 
Білок має сайт для зв'язування з іонами металів, іоном цинку, ДНК. 
Локалізований у цитоплазмі, ядрі.